# Elysia Crampton
Elysia Paula Crampton Chuquimia es una productora, compositora y música especializada en música electrónica. En su música aparecen frecuentemente referencias a la cultura Aymara, la cultura iberoamericana y americana indígena, cuestiones relativas a los colectivos LGTB, la ciencia ficción y la religión cristiana. Destaca igualmente por su variedad de influencias y la diversidad de estilos y arreglos de sus discos.

## Carrera
Elysia Crampton comenzó a hacer música de manera profesional bajo el pseudónimo E+E en 2008. 
En agosto de 2015 Crampton dejó el alias E+E y sacó su primer álbum de estudio, American Drift bajo su nombre real. La producción y arreglos del álbum le llevó tres años y tiene como tema central las dificultades que tuvo para encontrar una casa en Virginia. El álbum tuvo un notable éxito de crítica.

## Discografía

### Como E+E
- The Light That You Gave Me to See You (2013, autopublicado)

#### Extended plays
- Bound Adam (2011, autopublicado)

#### Compilaciones
- Edited/Remixed [2008–2012] (2014, autopublicado)

### Como Elysia Crampton

#### Álbumes de estudio
- American Drift (2015, Blueberry recordings)
- Elysia Crampton Presents: Demon City (2016, Break World Records)
- Spots y Escupitajo (2017, The Vinyl Factory)
- Elysia Crampton (2018, Break World Records)

#### Álbumes sencillos
- Moth/Lake (2015, Boomkat Editions)
- Flora's Theme (2016, Williams Street Records)
- Final Exam ft. Kelela (2016, The Vinyl Factory)
- Solilunita (2018, Break World Records)